# Alvaneu
Alvaneu foi uma comuna da Suíça, no Cantão Grisões, com cerca de 435 habitantes. Estendia-se por uma área de 35,68 km², de densidade populacional de 12 hab/km². Confinava com as seguintes comunas: Arosa, Brienz/Brinzauls, Filisur, Lantsch/Lenz, Schmitten, Surava, Tiefencastel.
A língua oficial nesta comuna era o Alemão.

## História
Em 1 de janeiro de 2015, passou a formar parte da nova comuna de Albula/Alvra.